# Сондало
Со́ндало (итал. Sondalo) — коммуна в Италии, в провинции Сондрио области Ломбардия.
Население составляет 4 498 человек, плотность населения составляет 47 чел./км². Занимает площадь 96 км². Почтовый индекс — 23035. Телефонный код — 0342.
Покровителем населённого пункта считается святая Агнесса Римская. Праздник ежегодно празднуется 21 января.